# The Legend of Zelda: The Minish Cap
The Legend of Zelda: The Minish Cap (en español: La Leyenda de Zelda: El Sombrero Minish), conocido en Japón como Zelda no Densetsu: Fushigi no Bōshi (ゼルダの伝説 ふしぎのぼうし Zeruda no Densetsu Fushigi no Bōshi?, lit. La Leyenda de Zelda: El Sombrero Misterioso), es el duodécimo videojuego de la saga The Legend of Zelda, desarrollado por Flagship bajo la supervisión de Nintendo. The Minish Cap es el primer título original de la saga para consola portátil tras la reedición de The Legend of Zelda: A Link to the Past junto con el primer Zelda multijugador, The Legend of Zelda: Four Swords. El juego llegó a Game Boy Advance en noviembre de 2004 en Japón y Europa, y a principios de 2005 en Estados Unidos y Australia.
The Minish Cap es el tercer título de The Legend of Zelda que se desarrolla en torno a la leyenda de la Espada de los Cuatro Elementos, expandiendo la historia vista en The Legend of Zelda: Four Swords y Four Swords Adventures, y contando el origen de esta espada legendaria y del malvado brujo Vaati. Un gorro mágico que habla llamado Ezero puede encoger a Link hasta el tamaño de los minish, una raza diminuta que vive en Hyrule. El juego conserva algunos elementos comunes de anteriores ediciones de la saga, como el desarrollo de la historia en el reino de Hyrule o la aparición de varios miembros de la raza Goron, mientras que a su vez introduce nuevos elementos, como las misteriosas piedras de la suerte entre otros.
The Legend of Zelda: The Minish Cap fue bien recibido en general por la crítica. Fue calificado como el vigésimo mejor juego de Game Boy Advance según IGN y nombrado "El Juego del Año" en 2005 por GameSpot.

## Argumento
Hace muchos años... El mundo de los hombres estuvo a punto de sumergirse en las tinieblas... Pero los minish bajaron del cielo para ayudarles y le dieron la luz dorada y una espada a uno de sus héroes. Y el héroe venció a la oscuridad... Los hombres recuperaron la paz y guardaron la espada como un tesoro.
Prólogo de The Legend of Zelda: The Minish Cap

El argumento de The Minish Cap se centra en la historia anterior de Vaati y la Espada Cuádruple, que ya fueron elementos importantes en Four Swords y Four Swords Adventures. Los minish (ピッコル pikkoru?) son una raza de pequeñas criaturas que adoraban a un joven con ropajes verdes, una espada y una luz brillante dorada, muchos años antes de que el juego tenga lugar. Hay tres tipos de minish: de ciudad, del bosque y de montaña.
La aventura comienza cuando Link es elegido por el rey de Hyrule para pedir ayuda a los minish debido a que Vaati ha petrificado a la Princesa Zelda. Link fue elegido porque sólo los niños pueden ver a los minish. Durante su viaje, rescata a Ezero, un extraño ser que se parece a un gorro verde con cabeza de pájaro, quien se une a su búsqueda y le ayudará a hacerse del tamaño de los minish cuando sea preciso. Aunque no se revela al principio, él y Vaati fueron antaño minish: Ezero, un renombrado y sabio artesano y Vaati, su aprendiz. Vaati se volvió corrupto por la locura y odiado por los hombres, tomó un sombrero mágico que Ezero había hecho para los humanos de Hyrule. El sombrero cumple cualquier deseo hecho por el que lo lleve y Vaati pidió convertirse en un poderoso guerrero. Entonces convirtió a su viejo maestro, quien intentó detenerle, en un sombrero. Con la ayuda de Ezero, Link reunirá los cuatro elementos y los usará para restaurar la espada minish y convertirla en la Espada Cuádruple, capaz de destruir a Vaati.
Después de que Link le devuelva su poder a la Espada Cuádruple, Vaati transforma el Castillo de Hyrule en el Castillo de Hyrule Tenebroso: la última mazmorra del juego. Tras drenar todo el poder de la Luz de Zelda, Link lucha contra Vaati. Link vence a Vaati tras participar en una lucha en la cual Vaati sufre distintas transformaciones. Cuando Link y Zelda huyen del castillo, que se está derrumbando, se topan con Vaati de nuevo, el cual adopta la forma definitiva y tiene lugar la batalla final del juego. Tras la batalla, Ezero recupera su forma original. A continuación, le entrega a Zelda el sombrero de los deseos y le deja que pida un deseo. La gente afectada por la maldición se recupera y el castillo vuelve a la normalidad. El gorro flota con el poder de la vida y desaparece. Ezero le da a Link un nuevo sombrero y le cuenta que ha disfrutado mucho viajando con él, luego se marcha justo antes de que el mundo minish se cierre.

## Modo de juego
The Minish Cap mantiene las características generales presentes en episodios anteriores de la serie Zelda. El principal protagonista, Link, debe recorrer varias mazmorras para obtener un objeto o mejora al final de cada mazmorra que es crucial de cara a la búsqueda. Los jefes del juego son vencidos usando el objeto adquirido en la mazmorra de dicho jefe. El juego también incluye múltiples misiones secundarias: tareas opcionales que no son parte del objetivo principal pero las recompensas que se obtienen al completarla son beneficiosas para el jugador. Aparecen antiguos personajes de la serie Zelda y algunos forman parte de objetivos secundarios; por ejemplo, el jugador debe hablar con Tingle y sus hermanos para ganar una recompensa.
The Minish Cap presenta una serie de mejoras que se benefician de tener una plataforma más potente: la Game Boy Advance. El ángulo de la cámara del juego está más cercano al suelo, permitiendo un mayor grado de detalle. En el mundo superior y en las mazmorras, el juego reemplaza la interfaz tradicional de objetos de los juegos Zelda para consola portátil con dibujos asociados a objetos o acciones con botones, similar a la interfaz de otros títulos en 3D como Ocarina of Time y The Wind Waker. Entre los enemigos se cuentan con criaturas familiares del universo Zelda, tales como los keatons. Link también puede realizar acciones presentes en los juegos Zelda en 3D, como rodar por el suelo. El juego introduce tres nuevos objetos: los guantes de topo, el jarrón mágico y el bastón revés. Los guantes de topo permiten a Link a través de ciertos materiales que hacen de obstáculo, el jarrón mágico se usa para chupar objetos y sustancias cercanos y el bastón revés permite darle la vuelta a cualquier cosa que golpee. El juego mejora el sistema de combate desde otras entregas para consola portátil permitiendo a Link aprender nuevas técnicas de espada a lo largo del juego, algunas de ellas presentes en juegos anteriores y otras nuevas.

### Piedras de la suerte
Las piedras de la suerte son artefactos especiales que Link puede encontrar a lo largo de su aventura. Las piedras de la suerte son fragmentos de un medallón. Para formar con éxito una piedra de la suerte completa, se deben unir dos piezas del mismo color y con muescas que encajen.
Las piedras de la suerte se ordenan por color para señalar su rareza y el tipo de peso obtenido al fusionarlos; cuanto más raras mejor es el premio. Todas las fusiones son opcionales y sirven como misión secundaria, excepto las piedras de la suerte doradas que se usan para avanzar en la historia. Link puede intentar unir las piedras de la suerte con cada personaje u objeto que tenga una piedra de la suerte, cosa que se indica con una burbuja de pensamiento.

### Figuritas
The Minish Cap también presenta una misión secundaria basada en coleccionar figuritas, similar a la de The Legend of Zelda: The Wind Waker. El jugador puede recoger «conchas misteriosas» como aquellas que se encontraban en áreas ocultas en Link's Awakening, que a veces aparecen tras derrotar enemigos y también pueden encontrarse o comprarse en distintos sitios del mapa. Luego pueden emplearse en una máquina, al estilo de los gashapon japoneses, en la Ciudad de Hyrule para obtener figuritas de personajes, enemigos o ubicaciones que Link se ha encontrado a lo largo de su aventura. Nuevas figuritas sólo estarán disponibles una vez que Link haya conocido o matado al sujeto de dicha figurita. Cada figurita tiene una breve descripción que revela información sobre el juego, las debilidades de un enemigo en particular o sobre la serie en general. La oportunidad de obtener de la máquina una figurita que no se tenga todavía puede aumentarse gastando más conchas a la vez, con un incremento de un 1 por ciento por cada concha.

## Desarrollo y promoción
| Director                 | Hidemaro Fujibayashi                            |
| Programadores            | Toshihiko Honda Yoshiyuki Fujikawa              |
| Diseño de los personajes | Kimokimo                                        |
| Diseño de los objetos    | Kumiko Fujiwara                                 |
| Música                   | Mitsuhiko Takano                                |
| Consejero de Sonido      | Kōji Kondō                                      |
| Efectos de sonido        | Shinji Amagishi Takashi Moriguchi               |
| Ilustrador               | Haruki Suetsugu                                 |
| Supervisores             | E.Aonuma Y.Yamada M.Narita T.Tezuka Y.Yamashita |
| Productor                | Keiji Inafune                                   |
| Productor General        | Shigeru Miyamoto                                |
| Productor ejecutivo      | Satoru Iwata                                    |
| Referencia               | [ 31 ]                                          |

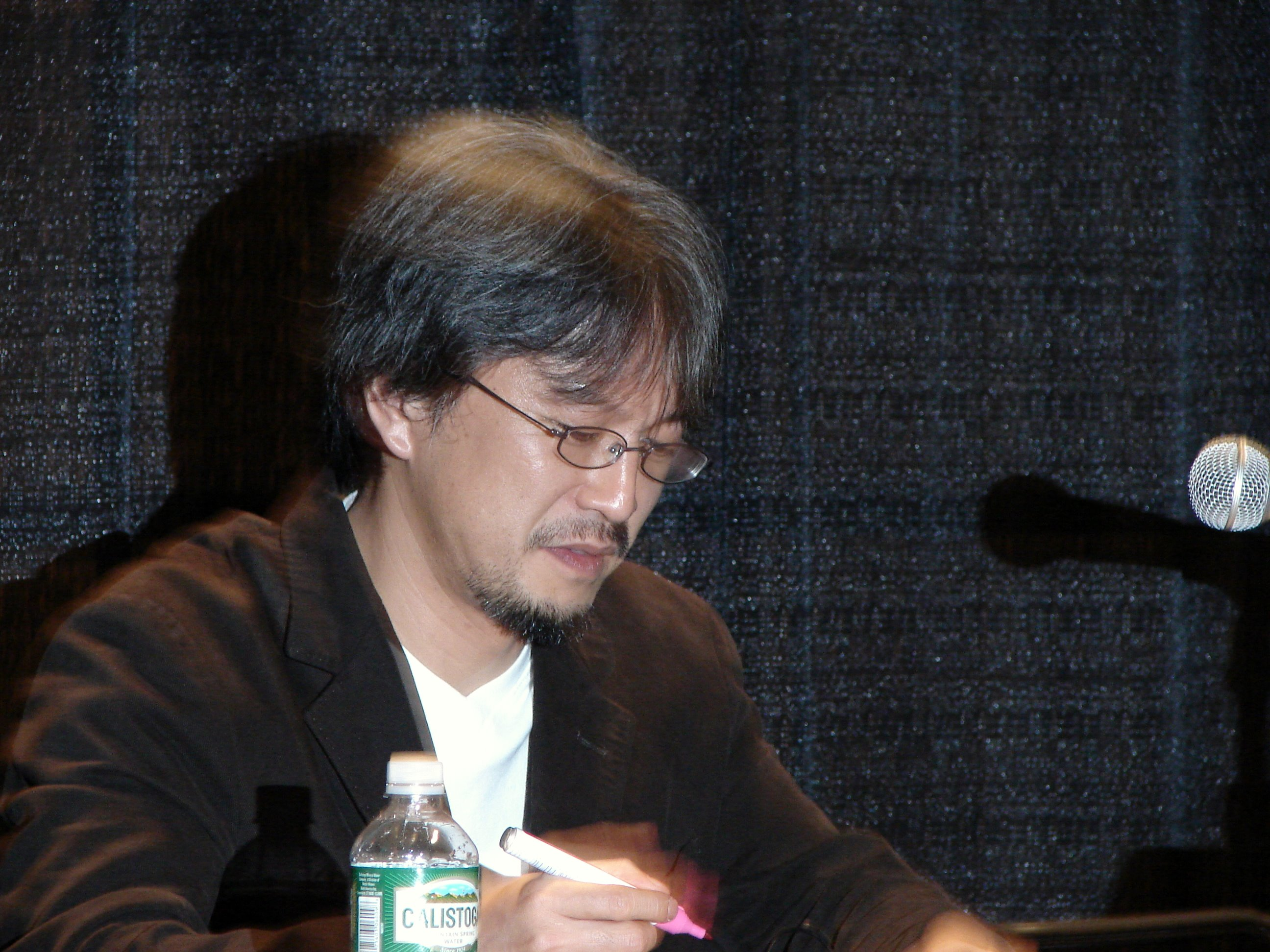
El director de The Legend of Zelda Eiji Aonuma hablando en la Conferencia de Desarrolladores de Juegos (GDC) de 2007

Después de que Capcom y Flagship acabaran el desarrollo de Oracle of Seasons y Oracle of Ages para Game Boy Color, comenzaron a trabajar en un nuevo Zelda para Game Boy Advance. El trabajo en el título se suspendió para permitir al equipo centrarse en Four Swords, pero en febrero de 2003 Shigeru Miyamoto y Eiji Aonuma anunciaron que el desarrollo de lo que se llamaría más tarde The Minish Cap iba «en buen camino». Nintendo lanzó la página web de The Minish Cap en septiembre de 2004, mostrando la habilidad de encogerse de Link.
Como caso excepcional en la saga Zelda, el juego fue lanzado en los territorios europeos antes que en Norteamérica. La principal razón fue la fecha del lanzamiento de la Nintendo DS: en Europa éste estaba programado para la primavera de 2005, y Nintendo Europa presionó para hacer de The Minish Cap la «aplicación asesina» de la consola portátil para las Navidades. Contrariamente, Nintendo América retrasó su lanzamiento para no «canibalizar» el mercado de la Nintendo DS.

### Legend of Zelda Triforce Game Boy Advance SP

La Trifuerza, elemento representativo de la serie, está impreso en la tapa de la SP Trifuerza.

En Europa, el juego estuvo disponible como juego suelto o como parte de un pack especial, que incluía una Game Boy Advance SP de edición limitada a 25 000 unidades, estilada según la saga Zelda. La SP Trifuerza es de color oro en acabado mate, con un logo de la Trifuerza estampado en la tapa y el escudo de la familia real de Hyrule impreso en la cara inferior derecha.
Aparte de estos packs de edición limitada Zelda, disponibles en las tiendas, Nintendo creó una caja de coleccionista de edición limitada, que contenía el juego The Minish Cap, la SP Trifuerza, una camiseta y un gorro. Sólo se hicieron 300 cajas en todo el mundo y cada una presenta un certificado de autenticidad. Estas cajas de coleccionista no se vendían en ninguna tienda; sólo podían ganarse o comprarse en el Catálogo de Estrellas Nintendo por 15 000 estrellas. Además, una de estas está en la Nintendo World Store firmada por Shigeru Miyamoto. Como promoción para su lanzamiento, Nintendo Europa produjo además siete consolas Game Boy Advance SP bañadas en oro de 24 quilates; de ellas, seis fueron dadas a quien encontrara un tique dorado dentro del envase de su SP Trifuerza y la séptima como promoción de una revista.

## Recepción y premios
| Publicación    | Puntuación                                                                               |
| -------------- | ---------------------------------------------------------------------------------------- |
| 1UP.com        | A                                                                                        |
| EGM            | A+                                                                                       |
| GamePro        | 4.6 sobre 5                                                                              |
| GameSpot       | 9.1 sobre 10                                                                             |
| IGN            | 9.0 sobre 10                                                                             |
| X-Play         | 5 sobre 5                                                                                |
| Premios        |                                                                                          |
| IGN            | 20º mejor juego de GBA                                                                   |
| GameSpot       | Juego del año para GBA (2005)                                                            |
| GameSpy        | Elección de los editores Juego del año para GBA (2005). Aventura del año para GBA (2005) |
| Nintendo Power | Juego del año para GBA (2005) 24º mejor juego de una consola Nintendo                    |

En general, el juego recibió críticas positivas por parte de sitios web aclamados y publicaciones. IGN alabó el juego por continuar el legado de esta saga tan exitosa, al igual que GameSpot, que declaró que «el modo de juego clásico de los Zelda y su sabor gustarán a los fans». El estilo gráfico, que continúa en el imaginativo estilo de Wind Waker, fue especialmente bien recibido por la mayoría de los revisores. La música del juego fue elogiada por varios sitios web; GameSpy sostuvo que «incluso la música es extraordinaria, contando con algunas de las melodías de mayor calidad que podrán salir de los pequeños altavoces de la GBA». A pesar de las críticas por la duración de las mazmorras, 1UP.com alabó su diseño, proclamando que era superior a otros Zelda.
La principal queja del juego, en general sostenida por la mayor parte de los revisores, es la duración del juego. Eurogamer afirma que «es demasiado corto», mientras que RPGamer establece que «el jugador habitual puede pasarse las seis cortas mazmorras del juego en apenas diez horas». Había además otras quejas por parte de la crítica: IGN alega que el sistema de piedras de la suerte es demasiado repetitivo; Nintendo World Report critica el aspecto visual del juego al emplear el Game Boy Player, y RPGamer detalla el nivel bajo de dificultad como una desventaja. A pesar de esto, a Craig Harris de IGN le gustó la manera en que la habilidad de hacerse pequeño había sido incorporada para crear nuevos rompecabezas en la serie Zelda. Continuó comentando que «es una idea tan bien concebida que me encantaría verlo en los futuros diseños 3D de la serie».
The Minish Cap ganó el premio al Mejor juego de Boy Advance de 2005 otorgado por GameSpot frente a otros finalistas como Fire Emblem: The Sacred Stones y WarioWare: Twisted!; GameSpot la calificó como «el juego de Game Boy Advance que más recordaremos». En marzo de 2007, el juego fue calificado como el 20º mejor juego de Game Boy Advance por IGN. En el reconocimiento, IGN comentó que «la inclusión de la habilidad para encogerse y crecer dio muy buenos resultados». El juego obtuvo la posición número 47 en la lista de los «100 mejores juegos de Nintendo» de la revista oficial Nintendo. Minish Cap recibió una puntuación media de 92 % en Gamerankings, un sitio que compila las calificaciones medias de varios editores para ofrecer puntuaciones medias.

## Para más información
- Flagship. The Legend of Zelda: The Minish Cap.   (En inglés). 10 de enero de 2005.